# Elezioni regionali in Friuli-Venezia Giulia del 1968
Le elezioni regionali in Friuli Venezia Giulia del 1968 si sono svolte il 26 e 27 maggio 1968. Sono state le seconde nella storia della regione. Si sono tenute a una sola settimana di distanza dalle elezioni politiche.
Le elezioni si sono tenute per la prima volta con la legge regionale 27 marzo 1968, nr. 20, che sostituisce la legge transitoria, approvata dal Parlamento italiano per la prima elezione del 1964. Il regime elettorale previsto è sempre un sistema proporzionale, senza elezione diretta del Presidente della Giunta. La legge determina il numero dei consiglieri regionali in ragione di uno ogni 20.000 abitanti, o frazione superiore ai 10.000. Anche per tali elezioni il numero di consiglieri da eleggere è così fissato in 61.
Il primo partito è risultata la Democrazia Cristiana, col 44,9% dei voti, seguita dal Partito Comunista Italiano col 20,1% e dal Partito Socialista Unificato, col 10,0% dei suffragi. A seguito di quanto previsto dagli art. 35 e 36 dello Statuto il Consiglio regionale ha eletto, il 1º luglio 1968 la Giunta Regionale e ha rieletto Alfredo Berzanti, della DC, come presidente della Regione.
Gli elettori chiamati al voto sono stati 896.430. Si sono recati al voto 788.114 cittadini, con un'affluenza pari all'87,92%.

## Sistema elettorale

### Natura del sistema
Secondo l'art.1 della legge elettorale l'assegnazione dei seggi tra le liste concorrenti è effettuata in ragione proporzionale, mediante riparto nelle singole circoscrizioni in cui è diviso il territorio regionale, con recupero dei voti residui in sede regionale. Ogni elettore dispone di un voto di lista e può attribuire delle preferenze, due, se i Consiglieri regionali da eleggere sono fino a sei; di tre se i Consiglieri regionali da eleggere sono in numero da sette a quattordici; di quattro se i Consiglieri regionali da eleggere sono in numero da quindici in poi.
Viene applicato, in via generale, quanto disposto dal testo unico delle leggi per l'elezione della Camera dei deputati, approvato con decreto del Presidente della Repubblica 30 marzo 1957, n. 361.
Secondo l'art. 15 dello Statuto sono elettori del consiglio gli iscritti nelle liste elettorali dei Comuni della Regione (ovvero tutti i cittadini che abbiano compiuto 21 anni alla data delle elezioni), mentre sono eleggibili al consiglio regionale gli elettori che abbiano compiuto il 25º anno di età il giorno delle elezioni. L'ufficio di consigliere regionale è incompatibile con quello di membro di una delle Camere, di un altro Consiglio regionale, di un Consiglio provinciale, o di sindaco di un Comune con popolazione superiore a 10.000 abitanti. La legge prevede inoltre altri casi di inelegibilità e incadidabilità.
Gli artt. 38 e seguenti della legge elettorale stabiliscono le operazioni per la determinazione della ripartizione dei seggi fra le liste e fra i candidati. L'ufficio centrale circoscrizionale, dopo il controllo delle schede e la raccolta dei dati, procede a determinare la cifra elettorale di ogni lista. Divide il totale delle cifre elettorali di tutte le liste per il numero dei seggi assegnati alla circoscrizione più uno, ottenendo così il quoziente elettorale circoscrizionale: nell'effettuare la divisione, trascura l'eventuale parte frazionaria del quoziente. Attribuisce, quindi, ad ogni lista tanti seggi quante volte il quoziente elettorale risulti contenuto nella rispettiva cifra elettorale. I seggi che rimangono non assegnati vengono attribuiti al Collegio unico regionale. Se, con il quoziente calcolato come sopra, il numero dei seggi da attribuire alle varie liste superi quello dei seggi assegnati alla circoscrizione, le operazioni si ripetono con un nuovo quoziente ottenuto diminuendo di una unità il divisore. I seggi che rimangono non assegnati, vengono attribuiti al Collegio unico regionale. Tale Ufficio, inoltre, determina la cifra individuale di ogni candidato.
Successivamente l'Ufficio centrale regionale determina il numero dei seggi non attribuiti nelle circoscrizioni e, per ciascuna lista, il numero dei voti residuati. Successivamente procede alla somma dei predetti voti per tutte le liste aventi lo stesso contrassegno, che siano state presentate in almeno due circoscrizioni e che abbiano ottenuto non meno di 5.000 voti validi complessivi.
Divide la somma dei voti residuati di tutti i gruppi di liste per il numero dei seggi da attribuire; nell'effettuare la divisione, trascura l'eventuale parte frazionaria del quoziente. Il risultato costituisce il quoziente elettorale regionale. Divide, poi, la somma dei voti residuati di ogni gruppo di liste per tale quoziente; il risultato rappresenta il numero dei seggi da assegnare a ciascun gruppo. I seggi che rimangono ancora da attribuire sono rispettivamente assegnati ai gruppi per i quali queste ultime divisioni hanno dato maggiori resti e, in caso di parità di resti, a quei gruppi che abbiano avuto maggiori voti residuati; a parità di questi ultimi si procede a sorteggio. I seggi spettanti a ciascun gruppo di liste vengono attribuiti alle rispettive liste nelle singole circoscrizioni, seguendo la graduatoria decrescente dei voti residuati espressi in percentuale del relativo quoziente circoscrizionale. A tal fine si moltiplica per cento il numero dei voti residuati di ciascuna lista e si divide il prodotto per il quoziente circoscrizionale. Qualora in una circoscrizione fosse assegnato un seggio ad una lista i cui candidati fossero stati già tutti proclamati eletti dall'Ufficio centrale circoscrizionale, l'Ufficio centrale regionale attribuisce il seggio alla lista di un'altra circoscrizione proseguendo nella graduatoria anzidetta.

### Ripartizione in circoscrizioni
Il territorio della Regione è ripartito in circoscrizioni elettorali corrispondenti ai circondari soggetti alla giurisdizione dei tribunali. Le circoscrizioni di Trieste, Gorizia e Pordenone corrispondono al territorio delle relative provincie, mentre la provincia di Udine è ripartita in due circoscrizioni: Udine e Tolmezzo.

## Composizione degli schieramenti
Il 30 ottobre 1966 Partito Socialista Italiano e Partito Socialista Democratico Italiano si sono fusi dando vita al Partito Socialista Unificato; il PSU però non è stato ammesso a partecipare al voto nella circoscrizione di Udine per un errore nelle procedure burocratiche. Un'altra novità tra le liste presentatesi è stata l'Unione Democratica per la Nuova Repubblica, movimento nato il 1º marzo 1964, da una scissione a destra del Partito Repubblicano Italiano guidata da Randolfo Pacciardi.
Tra le liste di natura regionale ha fatto il suo esordio il Movimento Friuli, partito autonomista sorto nel 1966, che chiedeva il distacco del Friuli storico da Trieste e dalla Venezia Giulia.
Nelle elezioni politiche, che si erano tenute a una sola settimana di distanza da quelle regionali, il 18 e 19 maggio, nel comprensorio regionale, per la Camera dei deputati, i partiti al governo della Regione avevano ottenuto il 62,5% dei voti (DC 42,7%, PSU 18,5% e PRI 1,3%), le opposizioni di sinistra il 24,12% (PCI 20%, il resto al PSIUP), quelle di centro-destra il 12,1% e i movimenti regionalisti (Slovenska Skupnost e Movimento Indip. Triestino, sotto le insegne della Südtiroler Volkspartei) poco più dell'1%.

### Liste ammesse al voto
Le seguenti liste sono ammesse alla competizione elettorale:
- Democrazia Cristiana (DC)
- Movimento Friuli (MF) (solo nelle circoscrizioni di Udine, Pordenone e Tolmezzo)
- Movimento Indipendentista Triestino (MIT) (solo nella circoscrizione di Trieste)
- Movimento Sociale Italiano (MSI)
- Partito Comunista Italiano (PCI)
- Partito Democratico Italiano di Unità Monarchica (PDIUM)
- Partito Liberale Italiano (PLI)
- Partito Repubblicano Italiano (PRI)
- Partito Socialista Italiano di Unità Proletaria (PSIUP)
- Partito Socialista Unificato (PSU) (non presente nella circoscrizione di Udine)
- Slovenska Skupnost (SSk) (solo nelle circoscrizioni di Trieste e Gorizia)
- Unione Democratica per la Nuova Repubblica

## Numeri e costi delle elezioni

### Affluenza
Gli elettori chiamati al voto sono 896.430. Si sono recati al voto 788.114 elettori, con un'affluenza dell'87,92% contro il 88,51% delle regionali del 1964.

### Schede bianche e nulle
Le schede bianche sono state 9.551 (pari al 1,21% dei voti espressi), le schede nulle sono state 12.891 (pari al 1,64%).

## Risultati
I risultati in merito ai voti alle liste e la distribuzione dei seggi sono indicati nella seguente tabella:
| Liste | Liste                                            | voti    | %      | seggi |
| ----- | ------------------------------------------------ | ------- | ------ | ----- |
|       | Democrazia Cristiana                             | 344.039 | 44,93% | 29    |
|       | Partito Comunista Italiano                       | 153.923 | 20,10% | 12    |
|       | PSI-PSDI Unificati                               | 76.694  | 10,02% | 6     |
|       | Movimento Sociale Italiano                       | 39.197  | 5,12%  | 3     |
|       | Movimento Friuli                                 | 38.879  | 5,08%  | 3     |
|       | Partito Liberale Italiano                        | 37.092  | 4,84%  | 3     |
|       | Partito Socialista Italiano di Unità Proletaria  | 35.677  | 4,66%  | 3     |
|       | Partito Repubblicano Italiano                    | 19.138  | 2,50%  | 1     |
|       | Slovenska Skupnost                               | 10.841  | 1,42%  | 1     |
|       | Movimento Indipendentista Triestino              | 5.537   | 0,72%  | -     |
|       | Partito Democratico Italiano di Unità Monarchica | 3.880   | 0,51%  | -     |
|       | Unione Democratica per la Nuova Repubblica       | 775     | 0,10%  | -     |
|       | Totale dei voti validi                           | 765.672 | 100,00 | 61    |
|       |                                                  |         |        |       |

## Analisi del voto

### Trend di voto
Il Partito Socialista Unificato ha scontato l'assenza nella circoscrizione di Udine. Rispetto alle regionali 1964, ove Partito Socialista Italiano e Partito Socialista Democratico Italiano si erano presentati separati, il PSU perde quasi il 10%, e 7 seggi. Nelle elezioni politiche della settimana precedente il PSU, nella provincia di Udine (che comprende anche le circoscrizione regionale di Tolmezzo) aveva ottenuto oltre 75.000 preferenze, che si riducono ai soli 14.000 voti alle regionali della zona di Tolmezzo, ove il PSU è stato regolarmente ammesso al voto. Di questa assenza si è avvantaggiato il Partito Socialista Italiano di Unità Proletaria, che ha visto i voti aumentare del 2%.
Nella maggioranza uscente di centro-sinistra (che faceva base su DC, PRI, PSI e PSDI) la Democrazia Cristiana ha un incremento del 1,84%, così come il Partito Repubblicano Italiano, che ha guadagnato l'1.60%. A sinistra, oltre all'aumento del PSIUP, vi è anche un incremento del Partito Comunista Italiano, di oltre l'1,5%, mentre c'è un calo generalizzato dei partiti di centro-destra. Tra le liste locali c'è stato il successo del Movimento Friuli, non presente nel 1964, che ha ottenuto oltre il 5% dei voti, mentre Slovenska Skupnost e Mov. Indipendentista Triestino si sono confermati rispetto a quattro anni prima.

#### Tabella riepilogativa
| Lista                                            | Diff. voti con Reg. 1964 | Diff. seggi con Reg. 1964 |
| ------------------------------------------------ | ------------------------ | ------------------------- |
| Democrazia Cristiana                             | 1,83                     | 1                         |
| Partito Comunista Italiano                       | 1,54                     | 1                         |
| Partito Socialista Italiano di Unità Proletaria  | 2,00                     | 2                         |
| Partito Socialista Unificato                     | 9,93                     | 7                         |
| Partito Repubblicano Italiano                    | 1,60                     | 0                         |
| Partito Liberale Italiano                        | 1,31                     | 0                         |
| Movimento Sociale Italiano                       | 1,01                     | 0                         |
| Partito Democratico Italiano di Unità Monarchica | 0,04                     | 0                         |
| Slovenska Skupnost                               | 0,10                     | 0                         |
| Movimento Indipendentista Triestino              | 0,05                     | 0                         |
| Movimento Friuli                                 | 5,08                     | 3                         |
| altri                                            | 0                        | 0                         |

### Analisi territoriale del voto
La Democrazia Cristiana ha confermato la sua forza nelle circoscrizioni di Udine, Pordenone (con oltre il 50% dei voti), e a Tolmezzo, dove ha ottenuto un dato al 46%. Più debole a Trieste e Gorizia (33 e 40% rispettivamente), ove invece il Partito Comunista Italiano ha registrato le sue percentuali più elevate (24 e 25%).
Nella circoscrizione triestina buone le percentuali per il Partito Liberale Italiano e il Movimento Sociale Italiano, entrambi attorno al 9,5%. L'assenza nella circoscrione di Udine del Partito Socialista Unificato ha favorito, come detto, il Partito Socialista Italiano di Unità Proletaria, che ha raggiunto il 5,6%. Il PSU invece ha ottenuto le percentuali più elevate a Tolmezzo (oltre il 22%) e Pordenone, con oltre il 18%.
Il Movimento Friuli ha raccolto oltre l'11% a Udine e Tolmezzo, mentre il Partito Repubblicano Italiano ha superato il 3% a Trieste e Gorizia.

## Esito delle elezioni
A seguito di quanto previsto dagli art. 35 e 36 dello Statuto il Consiglio regionale ha eletto, il 1º luglio 1968 la Giunta Regionale e ha rieletto Alfredo Berzanti, della DC, come presidente della Regione, sostenuto, oltre che dal suo partito, anche da PSU e PRI. Tale coalizione disponeva di 36 seggi su 61. Nella seduta del 15 giugno 1968 era stato nel frattempo eletto il Presidente del Consiglio regionale, Michelangelo Ribezzi, anch'egli della DC, che sostituiva Teodoro de Rinaldini.

### Tabella riepilogativa
| N. | Ritratto | Ritratto | Nome (Nascita-Morte)         | Mandato        | Mandato        | Partito              | Giunta       | Composizione           |
| -- | -------- | -------- | ---------------------------- | -------------- | -------------- | -------------------- | ------------ | ---------------------- |
| 1º |          |          | Alfredo Berzanti (1920-2000) | 1º luglio 1968 | 30 luglio 1973 | Democrazia Cristiana | Berzanti III | DC (8)-PSU (4) PRI (1) |